# شيراطون الجزائر
منتجع شيراطون نادي الصنوبر (بالإنجليزية: Sheraton Club Des Pins Resort)‏ هو منتجع 5 نجوم يحمل العلامة الفندقية العالمية الشيراطون، التابعة لمجموعة ستاروود العالمية للفنادق والمنتجعات التي تعتبر واحدة من الرواد العالميين في مجال الفندقة والترفيه.
يتواجد غرب مدينة الجزائر العاصمة في بلدية أسطاولي، على بعد 34 دقيقة من وسط المدينة و45 دقيقة عن مطار هواري بومدين الدولي.، ويمتاز الفندق بأنه الوحيد الذي يواجه الشاطئ في الجزائر العاصمة، ويقابل الفندق ضفاف البحر الأبيض المتوسط ويطل على أحد أجمل الخلجان في الجزائر.
فندق شيراطون الجزائر ملك لشركة الاستثمار الفندقي العمومية التي ساهمت بقطعة الأرضية مساحتها 60 ألف م². وقامت الشركة الإيطالية فابريس وشركائه بتصميم الإيطالية بتصميم الهندسة المعمارية للفندق.
يحتوي الفندق على 419 غرفة بـ102 جناح، منها جناح رئاسي، تطل غرف النزلاء على البحر ويتوفر فيها كل الخدمات العصرية، كما يتوفر الفندق على 4 مطاعم فخمة ومطعمين آخرين موسميين ومقهى ومركز اللياقة البدنية والعناية الصحية ومسبحين وساونا وملهى ليلي وشاطئ خاص بالفندق.

## معلومات

### الموقع
يقع منتجع شيراطون الجزائر في بلدية سطاوالي على موقع إستراتيجي وسياحي في الجهة الساحلية الغربية لمدينة الجزائر العاصمة أكبر المدن الجزائرية وأهمها لأنها العاصمة السياسية للبلاد وأحد أهم الأقطاب الاقتصادية فيها والتي تقدم عدد لا يحصى من الخيارات للمسافرين من رجال الأعمال والسياح، كما تمتلك أحد أكبر الموانئ في الجزائر، ويطل الفندق على شاطئ نادي الصنوبر بضفاف البحر الأبيض المتوسط.
الفندق يتواجد على بعد 7 دقائق من مركز المؤتمرات الدولي وعلى بعد 45 دقيقة من مطار هواري بومدين الدولي.

### أصحاب المشروع
- المالك: وزارة السياحة والصناعات التقليدية .
- ممثل المالك: شركة الاستثمار الفندقي .
- المصمم (المهندس المعماري): شركة فابريس وشركائه () .
- البناء (الهندسة المدنية): مجموعة الهندسة المدنية لحكومة الصين  .

## المرافق

### الغرف
يتكون فندق شيراطون نادي الصنوبر من 102 جناح به 419 غرفة، وجناح رئاسي وكلها مطلة مباشرة على الساحل معطية لوحة بانورامية على البحر الأبيض المتوسط.

### المطاعم
يحتوي فندق شيراطون نادي الصنوبرعلى أربع مطاعم مختلفة والعديد من الصالونات تقدم مختلف المأكولات العالمية والمحلية. منها:
- - مطعم مصنع الجعة (بالإنجليزية: La Brasserie)‏
    - المطبخ: جهوي/عالمي.[4]
    - المواعيد: كل يوم ابتداء من 6:00 إلى 23:00.

  - مطعم دورادو (بالإنجليزية: La Dorade)‏
    - المطبخ: فواكة البحر.[5]
    - المواعيد: من الأحد حتى الجمعة ابتداء من 19:00 إلى 23:30.
    - المحيط: إطلالة على البحر.

  - مطعم تراتوريا (بالإنجليزية: La Trattoria)‏
    - المطبخ: إيطالي.[5]
    - المواعيد: من الإثنين حتى السبت ابتداء من 19:00 إلى 23:30.
    - المحيط: الطابق الأول، إطلالة على البحر.

  - مطعم الطاسيلي (بالإنجليزية: La Trattoria)‏
    - المطبخ: محلي.[6]
    - المواعيد: مفتوح.
    - المحيط: إطلالة على البحر.

  - ردهة ألف ليلة وليلة (بالإنجليزية: 1001nuits lounge)‏
    - المطبخ: وجبات خفيفة.[7]
    - المواعيد: يوميا ابتدءا من 20:00 حتى 2:00.
    - المحيط: صالة / بيانو بار / ملهى ليلي.

  - مطعم الأزرق الصغير (بالإنجليزية: Le Petit Bleu)‏
    - المطبخ: وجبات خفيفة.[8]
    - المواعيد: يوميا ابتدءا من 12:00 حتى 17:00 (مايو-31 أكتوبر).
    - المحيط: الاسترخاء.
    - الإعداد: مطعم ومشرب.

  - مطعم نوتيلس (بالإنجليزية: le Nautilus)‏
    - المطبخ: شرائح اللحم وفواكة البحر.[9]
    - المواعيد: يوميا ابتدءا من 19:00 حتى 23:30 (موسمي من منتصف جوان حتى 5 أكتوبر).
    - المحيط: عشاء فخم مع غروب الشمس.
    - الإعداد: إطلالة على البحر.

  - مطعم الشرفة (بالإنجليزية: La Terrace)‏
    - المطبخ: الشرق الأوسط.[10]
    - المواعيد: يوميا ابتدءا من 19:00 حتى 23:30 (موسمي من منتصف جوان حتى نهاية الصيف).
    - المحيط: مطعم أصيل.
    - الإعداد: بجانب المسبح.

  - المقهى (بالإنجليزية: Le Café)‏
    - المطبخ: وجبات خفيفة.[11]
    - المواعيد: يوميا ابتدءا من 8:00 حتى 23:30.
    - المحيط: مريح.
    - الإعداد: مستوى الردهة.

### الاجتماعات والفعاليات
فندق شيراطون الجزائر يقدم 11 قاعة للاجتماعات، وهو المكان المثالي لعقد الاجتماعات والندوات، وفندق الشيراطون لديه خبرة كبيرة في استضافة الأحداث رفيعة المستوى بدءا بمؤتمرات الحكومة والأمم المتحدة والاتحاد الإفريقي وغيرها. وهي مجهزة بأحدث المعدات التكنولوجية. كما يستمتع رجال الأعمال بالإنترنت فائقة السرعة، وتعتبر قاعة الاحتفالات الأكبر بمساحة تبلغ 630 متر مربع.

## معالم الجذب

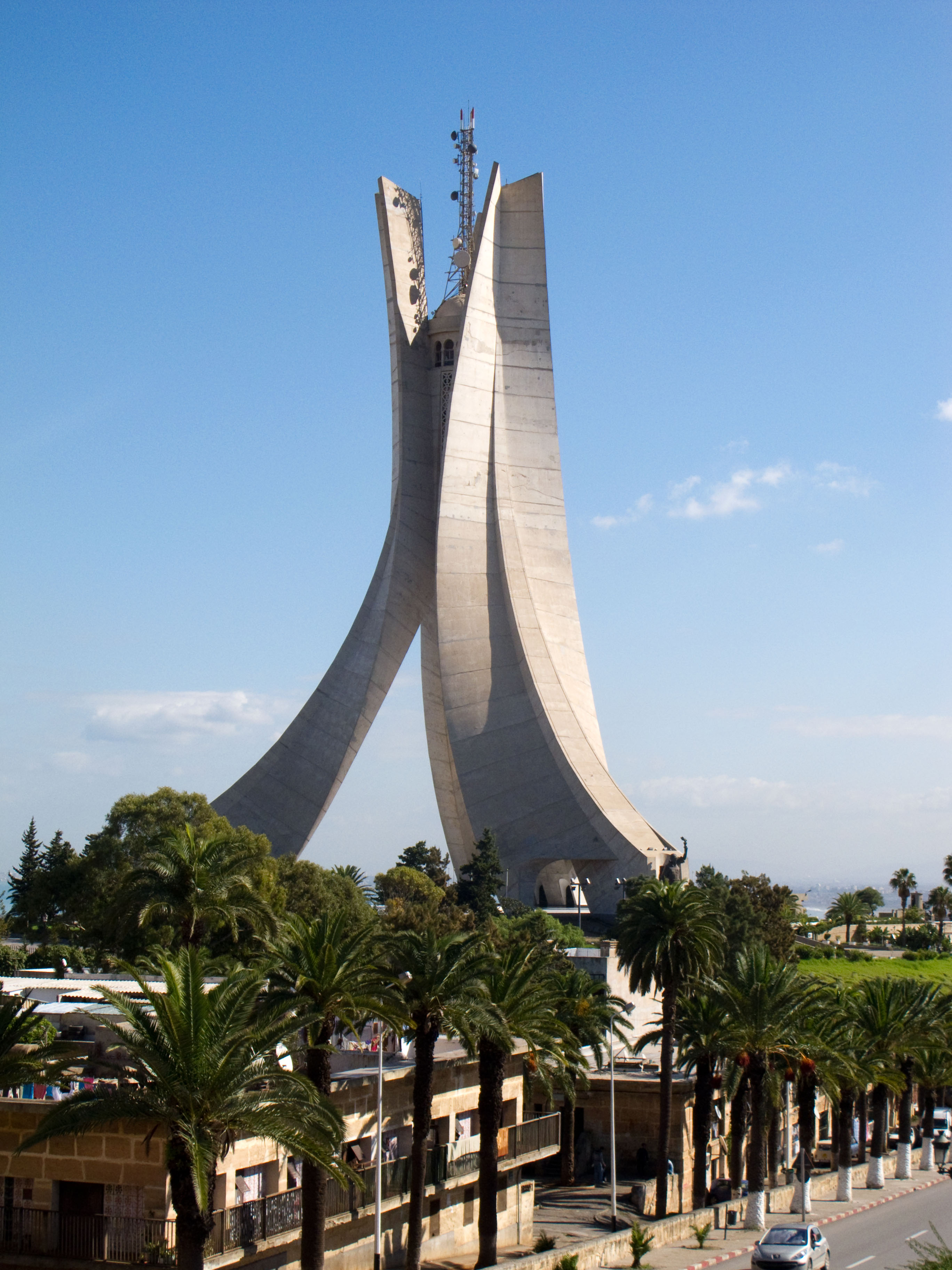
مقام الشهيد

يتمتع منتجع شيراطون الجزائر بموقع مثالي لاستكشاف الجزائر العاصمة وضواحيها، حيث تقدم مدينة الجزائر العاصمة العديد من المعالم والمواقع لزيارتها مثل مسجد كتشاوة وأزقة القصبة العتيقة، الكاتدرائية الكاثوليكية، ومتحف باردو ومتحف الفنون الجميلة وغيرها.
الثقافة والفنون:
- متحف باردو: 19 كم/ 11.8ميل.
- متحف الفنون الجميلة:
- المتحف الشعبي: 29 كم/ 18.1 ميل.
- المتحف الوطني للاثار القديمة والفنون الإسلامية:

مناطق جذب محلية:
- القصبة: 12 كم/ 9.5ميل.
- مقام الشهيد: 27 كم/ 16.8 ميل.
- مدينة شرشال الأثرية: 86 كم/53.46 ميل.
- ممشى الصابلات: 29 كم/18.1 ميل.

سياحة دينية:
- مسجد كتشاوة: 12 كم/ 9.5ميل.
- كنيسة السيدة الأفريقية: 23 كم/15 ميل.

## وصلات خارجية
- الموقع الرسمي.
- صفحة الفندق قي موقع شركة CSESC.
- صفحة الفندق قي موقع شركة فابريس وشركائه.